# Gagrella ephippiata
Gagrella ephippiata is een hooiwagen uit de familie Sclerosomatidae.